# Campionati europei di ciclismo su pista 2018 - Corsa a punti maschile
La gara a punti maschile ai Campionati europei di ciclismo su pista 2018 si è svolta il 5 agosto 2018 presso il velodromo Commonwealth Arena and Sir Chris Hoy di Glasgow, nel Regno Unito.

## Podio
| Pos.    | Atleta                | Nazionalità |
| ------- | --------------------- | ----------- |
| Oro     | Wojciech Pszczolarski | Polonia     |
| Argento | Kenny De Ketele       | Belgio      |
| Bronzo  | Stefan Matzner        | Austria     |

## Risultati
160 giri (40 km) con sprint intermedi ogni 10 giri
| Posizione | Atleta                | Nazione       | Punti giri | Punti sprint | Totale |
| --------- | --------------------- | ------------- | ---------- | ------------ | ------ |
| 1         | Wojciech Pszczolarski | Polonia       | 80         | 22           | 102    |
| 2         | Kenny De Ketele       | Belgio        | 60         | 23           | 83     |
| 3         | Stefan Matzner        | Austria       | 60         | 11           | 71     |
| 4         | Cyrille Thièry        | Svizzera      | 40         | 19           | 59     |
| 5         | Raman Ramanau         | Bielorussia   | 40         | 16           | 56     |
| 6         | Florian Maitre        | Francia       | 40         | 14           | 54     |
| 7         | Liam Bertazzo         | Italia        | 40         | 11           | 51     |
| 8         | Edgar Stepanyan       | Armenia       | 20         | 29           | 49     |
| 9         | Mark Downey           | Irlanda       | 20         | 25           | 45     |
| 10        | Oliver Wood           | Gran Bretagna | 20         | 9            | 29     |
| 11        | Taras Shevchuk        | Ucraina       | 20         | 5            | 25     |
| 12        | Viktor Manakov        | Russia        | 20         | 4            | 24     |
| 13        | Matias Malmberg       | Danimarca     |            | 13           | 13     |
| 14        | Yoeri Havik           | Paesi Bassi   |            | 3            | 3      |
| 15        | Julio Amores          | Spagna        |            | 2            | 2      |
| 16        | Luděk Lichnovský      | Rep. Ceca     |            | 1            | 1      |
| 17        | Viktor Filutás        | Ungheria      |            | 0            | 0      |
| 18        | Andrej Strmiska       | Slovacchia    | –40        | 0            | –40    |